# Jean-Claude Dalbos
Jean-Claude Dalbos, né le 24 septembre 1928 à Bordeaux et mort le 17 février 2022 au Bouscat, est un homme politique français.
Fils de Laurent et Anne-Marie Dalbos (née Robinson), il est le second enfant d'une fratrie de 6. Marié à Marie-José Dauguet en 1968, ils ont une fille, Barbara Dalbos, en 1971.

## Biographie
Jean-Claude Dalbos est docteur en médecine - dentiste (1956). Il fut élu député du département de Gironde à deux reprises sous Charles de Gaulle. Premièrement du 09/12/1958 au 04/10/1962, puis du 14/04/1986 au 14/05/1988, remplaçant un député décédé.
Alors maire de Pessac, il devint le plus jeune député-maire de France en 1958, et fut l'un des principaux personnages du film La Rosière de Pessac de Jean Eustache, réalisé en 1968.

## Mandats
- De 1959 à 1977 : maire de Pessac
- De 1983 à 1989 : maire de Pessac
- 9 décembre 1958 - 9 octobre 1962 : député de la Gironde
- 14 avril 1986 - 14 mai 1988 : député de la Gironde

## Décorations
- Chevalier de la Légion d'honneur (2005)[2].

## Ouvrages
- Jean-Claude Dalbos, Le Problème de l'hygiène bucco-dentaire sur le plan médical, Bordeaux, imprimerie de Samie, 1956, 70 p. (BNF 31988839)